# Teófilo Carvalho dos Santos
Teófilo Carvalho dos Santos GCC • GCL (Almeida, Almeida, 4 de setembro de 1906 — Lisboa, 24 de março de 1986)  foi um advogado e político português.

## Biografia
Filho de Joaquim Carvalho dos Santos e de sua mulher Gracinda da Piedade dos Reis.
A sua acção cívica começou ainda no Liceu, enquadrando-se no movimento associativo. Estudou em Lamego e em Viseu, onde foi Presidente da Associação Académica de Viseu.  
Ingressou depois na Faculdade de Direito da Universidade de Lisboa e participou intensamente nas greves académicas contra a ditadura. Foi colega de curso de Armando Adão e Silva, Acácio Gouveia, Fernando Olavo, José Magalhães Godinho e Nuno Rodrigues dos Santos. Foi eleito delegado dos estudantes de direito ao senado universitário, cargo que não ocuparia por decisão do Governo que suspendeu este órgão. Em 1931, a sua intervenção nas lutas estudantis valeu-lhe a perda do ano, pelo que só concluiria o curso em 1932. Nos dois anos seguintes, trabalhou para o Ministério Público. Em 1936, mudou de residência, fixando-se definitivamente em Alenquer, onde se estabeleceu como advogado, salientando-se pela sua competência e desassombro. 
Foi iniciado na Maçonaria em data desconhecida de 1931, na Loja Magalhães Lima , de Lisboa, com o nome simbólico de Caçoila, e transitou, depois, para a Loja José Estêvão , da mesma cidade, ambas afectas ao Grande Oriente Lusitano, atingindo, em 1985, o Grau 33 do Rito Escocês Antigo e Aceite.
Exerceu acção de relevo no combate contra a Ditadura e o Estado Novo. Foi defensor em Tribunal de inúmeros portugueses implicados pela PIDE. Em virtude da sua intensa atividade, esteve várias vezes preso, sendo a primeira em 22 de fevereiro de 1945.   A sua detenção mais longa ocorreu em 1947 e teve como advogado de defesa o seu irmão José. 
Em 1945, foi um dos fundadores do Partido Trabalhista e, quatro anos mais tarde, integrou o núcleo da Resistência Republicana Socialista.
Elemento entusiasta dos movimentos da Oposição Democrática, Teófilo Carvalho dos Santos participou no Movimento de Unidade Nacional Antifascista (MUNAF) e foi um dos promotores da reunião no Centro Almirante Reis, onde foi criado o Movimento de Unidade Democrática (MUD), para cuja comissão central foi eleito. 
Participou ativamente nas campanhas das candidaturas à Presidência da República do General José Norton de Matos (1949), do Almirante Manuel Quintão Meireles (1951) e do General Humberto Delgado (1958). Foi, ainda, um dos promotores do “Programa para a Democratização da República”, redigido e apresentado em conferência de imprensa no escritório do advogado Acácio Gouveia, ponto de encontro habitual entre alguns oposicionistas ao Estado Novo, como Mário Soares, António Cândido Miranda Macedo, Gustavo Soromenho, José Magalhães Godinho, Raúl Rego e ele próprio, entre outros. 
Foi um dos fundadores do jornal clandestino Tarrafal, estando presente em todos os movimentos que antecederam a Acção Socialista Portuguesa (ASP), a que adere em 1969, e, em 1973, juntamente com outros membros da ASP, funda o Partido Socialista (PS).  
Candidatou-se a Deputado pela Oposição, em 1969, pela CEUD (Comissão Eleitoral de Unidade Democrática), e, em 1973, pela CDE (Comissão Democrática Eleitoral).
Após a Revolução de Abril de 1974, foi Deputado pelo PS à Assembleia da República Portuguesa durante onze anos, entre 1975 e 1986.
Foi Presidente da Assembleia da República durante dois anos (1978-1980).
A nível autárquico, foi o primeiro Presidente da Assembleia Municipal de Alenquer, eleito no sufrágio para as autárquicas, em dezembro de 1976.   
Foi membro da Comissão Política Nacional do PS.
Foi membro da Comissão do Livro Negro do Fascismo.    

## Homenagens

### Condecorações
Foi agraciado pelo Presidente da República António Ramalho Eanes com a:
- Grã-Cruz da Ordem Militar de Cristo de Portugal (9 de abril de 1981);
- Grã-Cruz da Ordem da Liberdade (1 de outubro de 1985) [14]

### Na toponímia
Avenidas e ruas receberam o seu nome, nas seguintes localidades, de norte a sul de Portugal: 
- Alenquer (Portugal)
- Amadora
- Amora (Seixal)
- Carregado
- Lisboa
- Matosinhos
- Prior Velho
- Reguengos de Monsaraz
- Santa Iria de Azoia
- Tunes (Silves)
- Vialonga

### Outras
- No Palácio dos Paços do Concelho de Alenquer à sala onde se realizam as reuniões municipais e outras carácter político foi dada o nome de Dr. Teófilo Carvalho dos Santos.
- Em 10 de junho de 1993, foi-lhe atribuída, a título póstumo, a medalha de ouro do Município de Alenquer "por serviços excepcionais". [15]

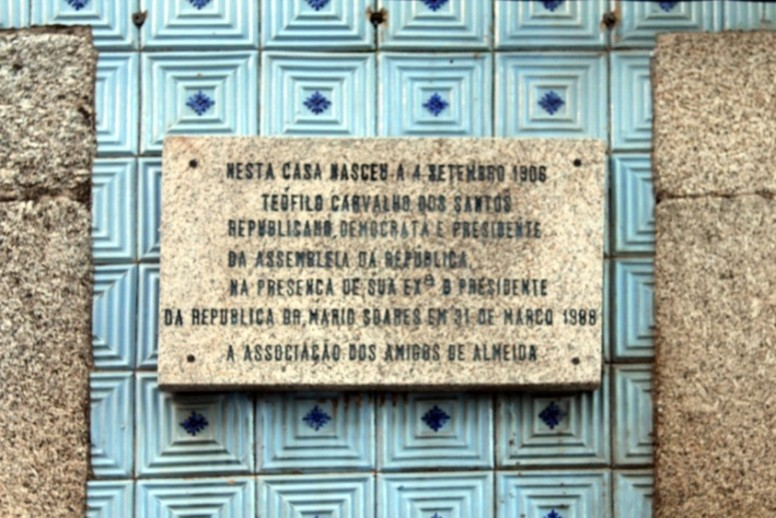
Placa de memória alusiva ao nascimento de Teófilo Carvalho dos Santos, colocada na casa onde viveram seus pais, na rua de Entre Tendas, atual Serpa Pinto, em Almeida

- Lápide/placa de memória na casa onde nasceu em Almeida, descerrada pelo Presidente da República Mário Soares em 31 de março de 1988; [4] [3]

- Lápide/placa de memória na casa onde viveu em Alenquer, descerrada por Mário Soares em 8 de setembro de 2006; [4] [3]
- Por ocasião do centenário do seu nascimento (2006) a Câmara Municipal de Alenquer prestou-lhe homenagem nos Paços do Concelho. Nessa ocasião: [3] [4]

«O Professor Adriano Moreira fez o historial de Teófilo Carvalho dos Santos como causídico e relativamente à família, como amigo de sempre. O Doutor Mário Soares fez o historial de Teófilo Carvalho dos Santos como político e também como amigo de sempre, visto o ter conhecido ainda criança, porque o homenageado já fora amigo de seu pai.
Foram duas Intervenções muito interessantes com a particularidade de se terem complementado. Nesta Sessão também usaram da palavra o então Presidente da Câmara Municipal de Alenquer, um Advogado e também um dos convidados presentes, o Juiz Conselheiro Joaquim Matos. Foi uma cerimónia muito sentida, plena de admiração pela figura pessoal, profissional e política, acrescida de muita saudade e afecto.
De seguida visitou-se, ali mesmo nos Paços do Concelho, uma exposição evocativa organizada com o espólio de Teófilo Carvalho dos Santos. A terminar realizou-se um jantar oferecido pela Câmara com elementos da edilidade, tendo como convidados Mário Soares, Maria Barroso Soares, o Casal Mónica-Adriano Moreira, o Coronel Vasco Lourenço bem como a família.»
- Sessão evocativa de Teófilo Carvalho dos Santos, na Fundação Mário Soares, em 13 de fevereiro de 2014; [16]

## Espólio documental
O espólio documental de Teófilo Carvalho dos Santos encontra-se depositado na Fundação Mário Soares e Maria Barroso. 

## Família

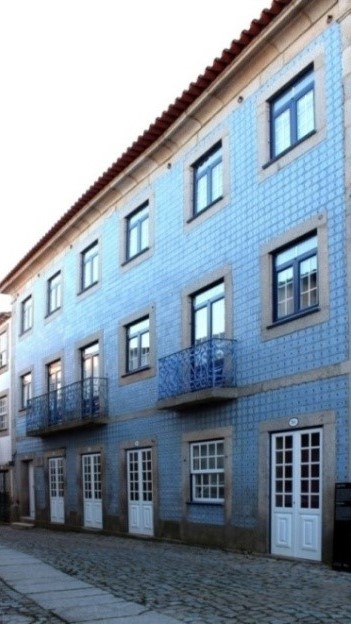
Casa onde nasceu Teófilo Carvalho dos Santos, e viveram e faleceram, seus pais, Gracinda e Joaquim e Carvalho dos Santos, rua de Entre Tendas, atual Serpa Pinto

Nasceu, em Almeida, em 1906. Seu pai, Joaquim Carvalho dos Santos (1867-1934), republicano, era à data vice-presidente da Câmara municipal de Almeida e após a implantação da República Portuguesa (1910) Administrador do Concelho e, depois, por eleição, Presidente da Câmara municipal de Almeida, cargo, para que é reeleito, e que exerce até 1919, continuando mesmo depois de terminar esse seu mandato a colaborar com a edilidade até 1926. Teófilo era o mais novo de uma fratria de sete. O mais velho, José Carvalho dos Santos (1893-1967), de quem o separavam treze anos de idade, advogado, foi, na Primeira República Portuguesa, deputado, governador civil de Viseu e chefe de gabinete de Cunha Leal, quer enquanto presidente do Conselho de ministros, quer como ministro das finanças, e, depois, opositor da ditadura do Estado Novo (Portugal). Ambos foram sempre suas referências familiares. Entre José e Teófilo, estavam os irmãos Joaquim (1894), Francisca (13 de janeiro de 1897), Olívia (27 de outubro de 1898), Maria Cândida (5 de janeiro de 1901) e Ernesto (8 de outubro de 1904). 

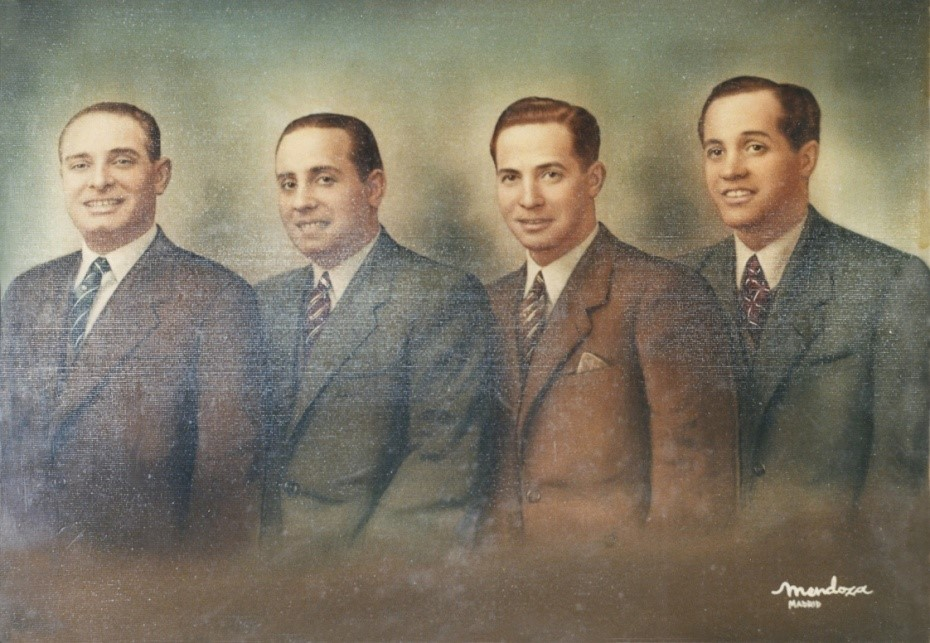
Da esquerda para a direita, os irmãos José, Joaquim, Ernesto e Teófilo Carvalho dos Santos, foto tirada no estúdio Mendoza em Madrid, c. 1930

Aos 36 anos de idade, casou com Maria Fernanda Troni de Sousa e Melo Carvalho dos Santos (filha de Maria Regina Namorado Troni - cujo pai era italiano - e do advogado Vasco de Sousa e Melo). Tiveram três filhos: 
- Maria Regina de Sousa e Melo Carvalho dos Santos, advogada, foi, jurista na Presidência do Conselho de Ministros, no governo de Maria de Lurdes Pintasilgo [17], e, no ministério do equipamento social, administradora do Instituto dos mercados de obras públicas e particulares e do imobiliário [18]; Do seu casamento (1969) com Nuno Manuel de Brederode Rodrigues dos Santos (1944-2017) (filho de Nuno Rodrigues dos Santos, irmão de Maria Emília de Brederode Rodrigues dos Santos e cunhado de José Medeiros Ferreira, trabalhou no Instituto de Participações do Estado, foi cronista, analista político, conselheiro de Jorge Sampaio, deputado do PS à Assembleia da República e nas suas duas últimas décadas de vida companheiro da atriz e encenadora Maria do Céu Guerra)     ) teve dois filhos: Vasco de Melo de Brederode dos Santos (1977) e Alexandre de Melo de Brederode dos Santos (1980);
- Manuel de Sousa e Melo Carvalho dos Santos, que faleceu quando tinha dez anos de idade;
- Vasco de Sousa e Melo Carvalho dos Santos, que foi supervisor de Cabine da TAP Air Portugal e tem descendência. [19] [4] [3]

Teófilo Carvalho dos Santos é
tio, entre outros, dos filósofos Orlando Vitorino (1922-2003) e António Telmo (1927-2010), (filhos de sua irmã Maria Cândida), e da ativista política, autarca, dirigente associativa e biógrafa Maria José Gama (1937-2022), (filha de seu irmão José Carvalho dos Santos).